# 廣瀬ビル
廣瀬ビルとは、浜松町駅そばに位置するオフィスビルである。1993年に建設された。9階建てで、底面積は66平方メートル。